# 宮崎高等農林学校
| 宮崎高等農林学校 （宮崎高農） | 宮崎高等農林学校 （宮崎高農） |
| ----------------------------- | ----------------------------- |
| 創立                          | 1924年                        |
| 所在地                        | 宮崎市                        |
| 初代校長                      | 宮原忠正                      |
| 廃止                          | 1952年                        |
| 後身校                        | 宮崎大学                      |
| 同窓会                        | 宮崎大学 農学部同窓会         |

宮崎高等農林学校 （みやざきこうとうのうりんがっこう） とは、1924年 （大正13年） に設立された官立旧制専門学校。

## 概要
- 大正時代中期 （1920年頃） の官立高等教育機関増設政策で設立された高等農林学校 （高農） の一つ。この学校開設によって臨時教育会議による増設計画は完成。
- 創立時は、本科に農学科・林学科・畜産学科の 3科を設置した （後に獣医学科・農産製造科を増設）。
- 第二次世界大戦中に宮崎農林専門学校 （略称： 宮崎農専） と改称された。
- 戦後学制改革により宮崎農林は文部省の意向調査段階では単科大学としての昇格を希望。しかし単科大学化は諦め、宮崎農林、宮崎工業専門学校、宮崎師範学校、宮崎青年師範学校の各学校との合併を模索。1949年農・工・学芸の3学部からなる新制宮崎大学に包括され、農学部となった。
- 同窓会は 「宮崎大学農学部同窓会」 と称し、旧制・新制合同の会である。

## 沿革

### 前史
- 1899年： 宮崎県議会、高等農林学校 （高農） 誘致を決議。
  - 時の内務大臣に陳情するが、大臣が高農誘致で競合する鹿児島の出身者 （西郷従道） だったこともあり進展せず。第2高農は鹿児島に設置。
- 1923年： 日本政府の高農増設計画により宮崎県への高農設置決定。
  - 地元負担額： 県下各郡26万円・民間企業4万円・県6万円等。
- 1924年1月19日： 宮崎神宮西側の高農予定地 （宮崎郡大宮村） の実施踏査。

### 宮崎高等農林学校時代
- 1924年9月25日： 勅令第222号文部省直轄諸学校官制改正により宮崎高等農林学校設置。
- 1925年4月： 開校。9日、第1回入学式。
  - 本科 （修業年限3年） に農学科・林学科・畜産学科を設置。附属農場を開設。
- 1926年： 宮崎県実習補習学校教員養成所を併設。
  - 宮崎農学校校内から移転。後の宮崎青年師範学校。
- 1926年7月： 校友会誌 『学報』 創刊。
- 1928年1月： 温室新築。
- 1928年7月： 宮崎市より下北実習林寄贈。
  - 1973年10月、串間市の県有林と交換。
- 1929年7月： 住吉牧場設置認可。
- 1930年3月： 住吉牧場建築物新築。4月、落成式。
- 1932年3月： 校友会館開館 （1971年解体）。
- 1933年4月28日： 第三拓殖訓練所を設置[1]。 （1945年8月閉鎖）。
  - 修業年限1年で主にブラジルなど南米への開拓民教育を目的としたが、戦争の進展にともなって卒業者の渡航先は南洋諸島・海南島へと変化していった。
- 1935年7月： 同窓会の寄贈により、農業博物館 （初代） 落成。
  - 1936年11月、開館。
- 1937年3月： 附属演習林設置 （宮崎郡田野村の国有林を移管）。
- 1938年4月1日： 本科畜産学科に畜産科・獣医科を設置。
- 1940年4月1日： 本科に獣医学科を増設 （畜産学科獣医科が独立）。

### 宮崎農林専門学校時代
- 1944年4月1日： 宮崎農林専門学校と改称 （3月28日付 勅令第165号）。
  - 本科の設置学科： 農科・林科・畜産科・獣医畜産科。
- 1945年10月： 農業専修科を設置。
  - 1946年1月 第1回入学。1946年12月、1期限りで廃止。
- 1946年4月1日： 本科に農産製造科を増設。
- 1946年7月6日： 本館焼失。
- 1949年4月： 農産製造科に水産専修を設置。
- 1949年5月31日： 新制宮崎大学発足。
  - 旧制宮崎農専は、農学部 （農学科第1部・農学科第2部・林学科・畜産学科・獣医学科・農業化学科） の母体として包括された。
- 1952年3月： 旧制宮崎農林専門学校、廃止。

## 歴代校長
- 初代： 宮原忠正 （1924年10月 - 1928年9月25日死去）
- 校長事務取扱： 松岡忠一 （1928年9月 - 1928年10月）
- 第2代： 松岡忠一 （1928年10月 - 1936年3月）
  - 東京高等農林学校校長に転じた。
- 校長事務取扱： 山本和蔵 （1936年4月 - 1936年4月）
- 第3代： 山本和蔵 （1936年4月 - 1941年3月）
- 第4代： 吉田安喜雄 （1941年3月 - 1945年11月24日[2]）
- 第5代： 杉原清一 （1945年11月24日[2] - 1952年3月）

## 校地の変遷と継承
設立から廃止まで、宮崎市船塚町178番地の校地を使用した。船塚町校地は後身の新制宮崎大学農学部に引き継がれ、1985年1月に宮崎市学園木花台 （現・木花キャンパス） に統合移転するまで使用された。旧船塚町校地には、宮崎県総合文化公園 （県立美術館・県立芸術劇場・県立図書館） が設置されている。

## 関連書籍
- 宮崎大学農学部創立50周年記念誌編集委員会（編）　『創立五十周年記念誌』　宮崎大学農学部、1976年。
- 宮崎大学五十年史刊行委員会（編）　『宮崎大学創立五十周年記念誌』　宮崎大学、1999年12月。